# Uj (Irtysj)
Uj (russisk: Уй) en en 387 km lang flod på den vestsibiriske slette. Den er en højre biflod til Irtysj.

## Løb
Uj har sit udspring i 130 moh i Vasjugansumpene i den sydlige centraldel af den vestsibiriske slette i det nordvestligste af Novosibirsk oblast. Derefter flyder Uj i sydlig retning og når kort ind i Omsk oblast, hvorefter den svinger mod vest. I hele flodens løb meanderer den meget og munder til slut ud nær byen Ust-Uj cirka 25 kilometer nordvest for byen Tara i Irtysj.
57°11′27″N 76°24′10″Ø / 57.1908°N 76.4028°Ø